# Tabanus equicinctus
Tabanus equicinctus är en tvåvingeart som beskrevs av Schuurmans Stekhoven 1926. Tabanus equicinctus ingår i släktet Tabanus och familjen bromsar. Inga underarter finns listade i Catalogue of Life.